# Elecciones legislativas de Ecuador de 1952
Las elecciones legislativas de Ecuador de 1952 se celebraron ese año para renovar ambas Cámaras, Senado y la Cámara de Diputados de Ecuador. Los Senadores cumplían períodos de 4 años, y los diputados períodos de 2. 
Al haber 115 legisladores, para mayoría del Congreso en pleno se requerían 58 votos.
46 Senadores, 24 para mayoría en la Cámara del Senado.

## Senadores

### Provinciales
33 Senadores Provinciales
| Senadores Provinciales | Senadores Provinciales            |
| ---------------------- | --------------------------------- |
| Carchi                 | Cruz Elías Vásquez                |
| Carchi                 | Ángel Polibio Rueda Méndez        |
| Imbabura               | José Dávila Meza                  |
| Imbabura               | Manuel Justo Chávez Villavicencio |
| Pichincha              | Alfonso Troya Cevallos            |
| Pichincha              | Jorge Pérez Serrano               |
| Cotopaxi               | Rafael Terán Coronel              |
| Cotopaxi               | Enrique Bustamante V.             |
| Tungurahua             | Eduardo Miño Cabezas              |
| Tungurahua             | Enrique Bucheli Benítes           |
| Chimborazo             | Humberto Gallegos                 |
| Chimborazo             | Carlos Riofrío Andrade            |
| Bolívar                | Alberto Flores González           |
| Bolívar                | Angel León Carvajal               |
| Cañar                  | Miguel Heredia Crespo             |
| Cañar                  | Rafael María García Velasco       |
| Azuay                  | Enrique Arízaga Toral             |
| Azuay                  | Luis Cordero Crespo (Nieto)       |
| Loja                   | José María Jaramillo Palacio      |
| Loja                   | Rafael Adriano Ojeda              |
| El Oro                 | Bolívar Madero Vargas             |
| El Oro                 | Humberto Molina Astudillo         |
| Guayas                 | Alejandro Ponce Luque             |
| Guayas                 | Teodoro Alvarado Garaicoa         |
| Los Ríos               | Efrén Icaza Moreno                |
| Los Ríos               | Jacinto Aspiazu Peralta           |
| Manabí                 | Octavio Viteri Velásquez          |
| Manabí                 | Emilio Bowen Roggiero             |
| Esmeraldas             | César Plaza Monzon                |
| Esmeraldas             | Alberto Andrade Cevallos          |
| Napo Pastaza           | Vicente Alfonso Ruales S.         |
| Santiago Zamora        | Rafael Arcos Díaz                 |
| Archipiélago de Colón  | Rubén Palacio García              |

### Funcionales
12 Senadores funcionales.
| Senadores Funcionales                 | Senadores Funcionales         |
| ------------------------------------- | ----------------------------- |
| Educación Pública                     | Alfredo Pérez Guerrero        |
| Periodismo e Instituciones Culturales | Benjamin Carrión Mora         |
| Educación Particular                  | Alfonso Tous Enireb           |
| Agricultura de la Sierra              | Camilo Ponce Enríquez         |
| Agricultura de la Costa               | Clemente Yerovi Indaburu      |
| Comercio de la Sierra                 | Alfredo Pérez Chiriboga       |
| Comercio de la Costa                  | Adolfo Gómez Santistevan      |
| Industria de la Sierra                | Manuel Eduardo Cadena Arteaga |
| Industria de la Costa                 | Víctor Manuel Janer Fernández |
| Trabajadores de la Sierra             | Manuel Agustín Aguirre Ríos   |
| Trabajadores de la Costa              | Pedro Saad Niyaim             |
| Fuerza Publica                        | Rigoberto González Zurita     |

## Diputados
69 diputados, 35 para mayoría en la Cámara de Diputados
| Diputados                        | Diputados                     | Diputados                        | Diputados                  |
| -------------------------------- | ----------------------------- | -------------------------------- | -------------------------- |
| Jacinto Acosta Chavez            | Francisco Costa Zavaleta      | Victor Alejandro Jaramillo Pérez | Luis Moscoso Tamariz       |
| Alfonso Aguirre Sanchez          | Victor del Pozo Noboa         | Cesar Landazuri Villavicencio    | Alfonso Muñoz Andrade      |
| Alfonso Arroyo R.                | Fidel Egas Grijalva (Padre)   | Carlos Larreategui Mendieta      | Octavio Muñoz Borrero      |
| Rafael Arízaga Vega              | Ramón Eguiguren               | Alberto Lituma Arizaga           | Hugo Navas Cisneros        |
| Rafael Armijos Valdivieso        | Carlos Julio Emanuele Aspiazu | Luis Loor Saltos                 | José María Ollague Paredes |
| Carlos Julio Arosemena Monroy    | Jaime Espinosa Coronel        | Servilio Ludeña Gahona           | Jorge Ortiz Escobar        |
| José Antonio Baquero de la Calle | Julio Estupiñan Tello         | Jorge Luna Yépes                 | Liborio Panchana Sotomayor |
| Oswaldo Camacho Ramos            | Carlos Fernandez de Cordova   | Miguel Macías Hurtado            | Luis Palacios Orellana     |
| Carlos Carrillo                  | José Flores Abad              | Julio Marín Barreiro             | Julio Plaza Ledesma        |
| Homero Castanier Crespo          | Colon González Acuña          | José Ricardo Martínez            | Boanerges Rodriguez O.     |
| Nicolás Castro Benítez           | Luis Manuel González Rodas    | Galo Martínez Vergara            | Luis Fernando Ruiz         |
| Joel Cevallos Cedeño             | Guillermo Grijalva Grijalva   | Jorge Merchan F.                 | Romulo Salas Pazmiño       |
| Rodrigo Cordero Crespo           | Germán Grijalva Tamayo        | Francisco Moncayo Altamirano     | Francisco Jose Salazar     |
| Fausto Cordovez Chiriboga        | Luis Heredia Moreno           | Milton Montalvo                  | Bayardo Sandoval Maldonado |
| Gabriel Silva del Pozo           | Leonardo Stagg Durkopp        | Benjamin Terán Varea             | Rafael Terán Varea         |
| Humberto César Torres            | José Ugarte Vegas             | Alfonso Villavicencio            | Isaac Santos               |

Fuente: